# Romagnola (pollo)
Romagnola è il nome di una razza di pollo italiana originaria della Romagna. Si tratta di una razza mediterranea, quindi leggera ed elegante.

## Storia
La razza romagnola è una tipica razza rustica, da allevamento sia da carne che da uova. 
Nel secondo dopoguerra questa razza fu selezionata dalla Stazione di pollicultura di Rovigo e dall'Ispettorato Provinciale dell'Agricoltura di Ravenna, ottenendo due varietà ben distinte: una dorata ed una grigia. Negli anni successivi, però, la sua popolazione si è drasticamente contratta fino a rischiare l'estinzione. Fu l'Università di Parma a salvare il germoplasma del pollo romagnolo.
Nel 2007 l'Associazione Razze e Varietà Autoctone Romagnole (A.R.V.A.R.) avviò una campagna di recupero della razza, coinvolgendo gli allevatori del territorio. In quell'anno la popolazione del pollo romagnolo era stimata in cento unità, di cui 30 galli.
 
Nel 2012 la razza è stata salvata ed è in procinto di essere ufficialmente riconosciuta dalla Federazione Italiana Associazioni Avicole.

## Caratteristiche morfologiche
Si tratta di una razza molto rustica, uniforme per la taglia ma estremamente difforme per livrea, colore dei tarsi e della pelle. 

Il tronco è cilindrico, leggermente inclinato verso la groppa. La testa è di media grandezza e provvista di un becco piuttosto corto ma forte e leggermente curvo. Gli occhi sono grandi, molto vivaci e di colore da arancio a bruno scuro a nero. La cresta è semplice e regolare, con cinque o più denti, con il lobo che segue la nuca nel gallo; nella gallina è portata piegata su un lato della testa. I bargigli sono rossi, lunghi e di tessitura fine. Anche la faccia ha colorazione rossa. Gli orecchioni sono piccoli, di colore crema, a volte ombreggiati di blu. Il collo è di media lunghezza, ricoperto da una mantellina ben sviluppata.

Il dorso è corto e piatto; le ali sono ben aderenti al corpo. La coda è grande, con attaccatura larga portata ben aperta nel gallo; nella gallina è portata chiusa. Il petto è largo e profondo; anche il ventre è ben sviluppato. Le zampe sono mediamente lunghe, piuttosto sottili, con quattro dita, di colore prevalentemente blu e scuro. I tarsi sono sottili e lisci, muniti di quattro dita ben divaricate, di colore ora verde ora scuro.

Il peso è di 2,0-2,7 kg per il maschio e di 1,9 –2,0 kg per la femmina.

## Colorazioni
La gallina romagnola è provvista di un piumaggio ben aderente, senza cuscini. Il piumaggio è molto vario sia per il disegno che per la tinta; quello del gallo è più vivace, e anche più mutevole, di quello della gallina. Con maggior frequenza si rileva una colorazione Oro fiocchi neri, Argento (“grigio”) fiocchi neri, Moschettata oro ed argento, collo oro molto scuro, bianca, sparviero ecc.

## Qualità
La romagnola depone uova bianche, di peso non inferiore a 55 g. La produzione si aggira sulle 150 unità all'anno.

I pulcini sono precoci e rustici e la carne è molto saporita. La carne del pollo romagnolo è muscolosa per via del fatto che l'animale conduce una vita attiva e non ingrassa facilmente. Per arrivare alla macellazione deve vivere almeno 7-9 mesi, contro le poche settimane di un pollo da allevamento intensivo.